# Hemieuxoa janakpura
Hemieuxoa janakpura är en fjärilsart som beskrevs av Toshimoto. Hemieuxoa janakpura ingår i släktet Hemieuxoa och familjen nattflyn. Inga underarter finns listade i Catalogue of Life.